# Rwanda Transport Development Agency
Die Rwanda Transport Development Agency (RTDA) ist eine staatliche Behörde Ruandas, die dem ruandischen Infrastrukturministerium (MININFRA) unterstellt ist und für die Verwaltung und die Entwicklung des Verkehrssektors in Ruanda zuständig ist. Dazu zählen der Straßen- und Schienenverkehr sowie der Verkehr auf den Wasserwegen des Landes. Die Behörde wurde am 20. Januar 2010 gegründet. Der Hauptsitz befindet sich im Distrikt Gasabo in Kigali.